# Beaujeu (Alpes-de-Haute-Provence)
Pour les articles homonymes, voir Beaujeu.
Beaujeu est une commune française, située dans le département des Alpes-de-Haute-Provence en région Provence-Alpes-Côte d'Azur.
Le nom de ses habitants est Beaujolais.

## Géographie

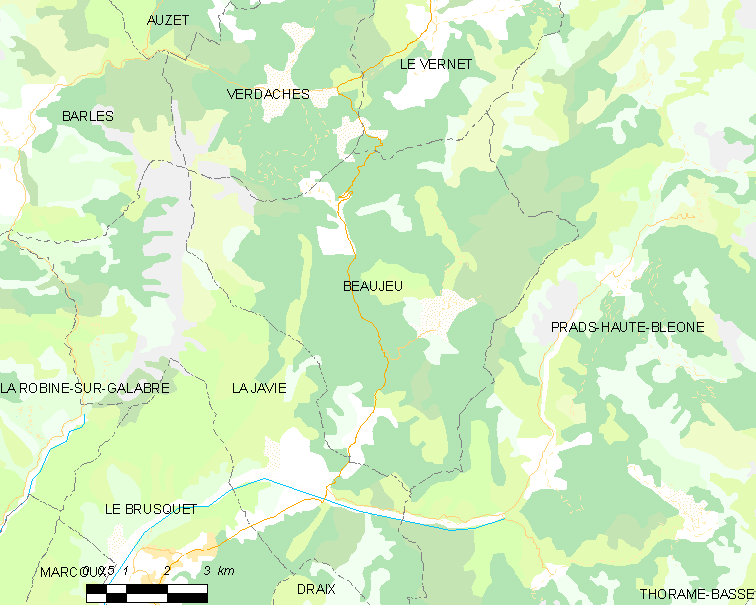
Beaujeu et les communes voisines (cliquez sur la carte pour accéder à une grande carte avec la légende).

Le village est situé à 880 m d’altitude. La commune est traversée par l’Arigeol.
Les communes limitrophes de Beaujeu sont Le Vernet, Prads-Haute-Bléone, La Javie et Verdaches

### Géologie
Les montagnes autour de Beaujeu sont composées de schistes noirs.

### Relief
- Sommet du Blayeul (2 189 m), relais hertzien
- Sommet de Chappe (1 667 m)
- Col du Labouret (1 240 m) sur la route départementale 900

### Environnement
La commune compte 2 793 ha de bois et forêts, soit 61 % de sa superficie.

### Hameaux
- Boullard
- le Clucheret
- l'Escale
- Fonfrèdes
- le Labouret
- Saint-Pierre
- les Traverses-Hautes
- le Villard

### Transports
La commune est desservie par la départementale RD 900, ancienne route nationale 100. Le pont de la Gipière, construit en pierre à la fin du XVIIIe siècle, a été remplacé par un pont de béton en 2013.
La ligne 28 du réseau des lignes express régionales Provence-Alpes-Côte d'Azur, de Marseille à Barcelonnette, dessert tous les jours le village.

### Risques naturels et technologiques
Aucune des 200 communes du département n'est en zone de risque sismique nul. Le canton de La Javie auquel appartient Beaujeu est en zone 1b (risque faible) selon la classification déterministe de 1991, basée sur les séismes historiques, et en zone 4 (risque moyen) selon la classification probabiliste EC8 de 2011. La commune de Beaujeu est également exposée à trois autres risques naturels :
- avalanche,
- feu de forêt,
- inondation (dans la vallée de l’Arigeol),
- mouvement de terrain.

La commune de Beaujeu est également exposée à un risque d’origine technologique, celui de transport de matières dangereuses par route. La départementale RD900 (ancienne route nationale 100) peut être empruntée par les transports routiers de marchandises dangereuses.
Aucun plan de prévention des risques naturels prévisibles (PPR) n’existe pour la commune et le Dicrim n’existe pas non plus.
La commune a été l’objet de plusieurs arrêtés de catastrophe naturelle pour inondation, coulées de boue, et glissement de terrain en 1986, 1994 et 1996. Le dernier glissement de terrain en date, le 18 mai, emporte deux pylones de la ligne électrique à 20 000 volts

### Climat
Pour des articles plus généraux, voir Climat de Provence-Alpes-Côte d'Azur et Climat des Alpes-de-Haute-Provence.
En 2010, le climat de la commune est de type climat méditerranéen altéré, selon une étude du Centre national de la recherche scientifique s'appuyant sur une série de données couvrant la période 1971-2000. En 2020, Météo-France publie une typologie des climats de la France métropolitaine dans laquelle la commune est exposée à un climat de montagne ou de marges de montagne et est dans la région climatique Alpes du sud, caractérisée par une pluviométrie annuelle de 850 à 1 000 mm, minimale en été.
Pour la période 1971-2000, la température annuelle moyenne est de 9,6 °C, avec une amplitude thermique annuelle de 16,7 °C. Le cumul annuel moyen de précipitations est de 913 mm, avec 6,9 jours de précipitations en janvier et 5,3 jours en juillet. Pour la période 1991-2020, la température moyenne annuelle observée sur la station météorologique de Météo-France la plus proche, « Digne les Bains », sur la commune de Digne-les-Bains à 16 km à vol d'oiseau, est de 12,2 °C et le cumul annuel moyen de précipitations est de 681,2 mm. 
La température maximale relevée sur cette station est de 42,1 °C, atteinte le 28 juin 2019 ; la température minimale est de −17,8 °C, atteinte le 4 février 2012,,.
Les paramètres climatiques de la commune ont été estimés pour le milieu du siècle (2041-2070) selon différents scénarios d'émission de gaz à effet de serre à partir des nouvelles projections climatiques de référence DRIAS-2020. Ils sont consultables sur un site dédié publié par Météo-France en novembre 2022.

## Urbanisme

### Typologie
Au 1er janvier 2024, Beaujeu est catégorisée commune rurale à habitat très dispersé, selon la nouvelle grille communale de densité à 7 niveaux définie par l'Insee en 2022.
Elle est située hors unité urbaine. Par ailleurs la commune fait partie de l'aire d'attraction de Digne-les-Bains, dont elle est une commune de la couronne,. Cette aire, qui regroupe 34 communes, est catégorisée dans les aires de moins de 50 000 habitants,.

### Occupation des sols
L'occupation des sols de la commune, telle qu'elle ressort de la base de données européenne d’occupation biophysique des sols Corine Land Cover (CLC), est marquée par l'importance des forêts et milieux semi-naturels (92,2 % en 2018), en diminution par rapport à 1990 (93,9 %). La répartition détaillée en 2018 est la suivante : 
forêts (70,1 %), milieux à végétation arbustive et/ou herbacée (15,4 %), espaces ouverts, sans ou avec peu de végétation (6,7 %), zones agricoles hétérogènes (5,6 %), prairies (2,2 %).
L'évolution de l’occupation des sols de la commune et de ses infrastructures peut être observée sur les différentes représentations cartographiques du territoire : la carte de Cassini (XVIIIe siècle), la carte d'état-major (1820-1866) et les cartes ou photos aériennes de l'IGN pour la période actuelle (1950 à aujourd'hui).

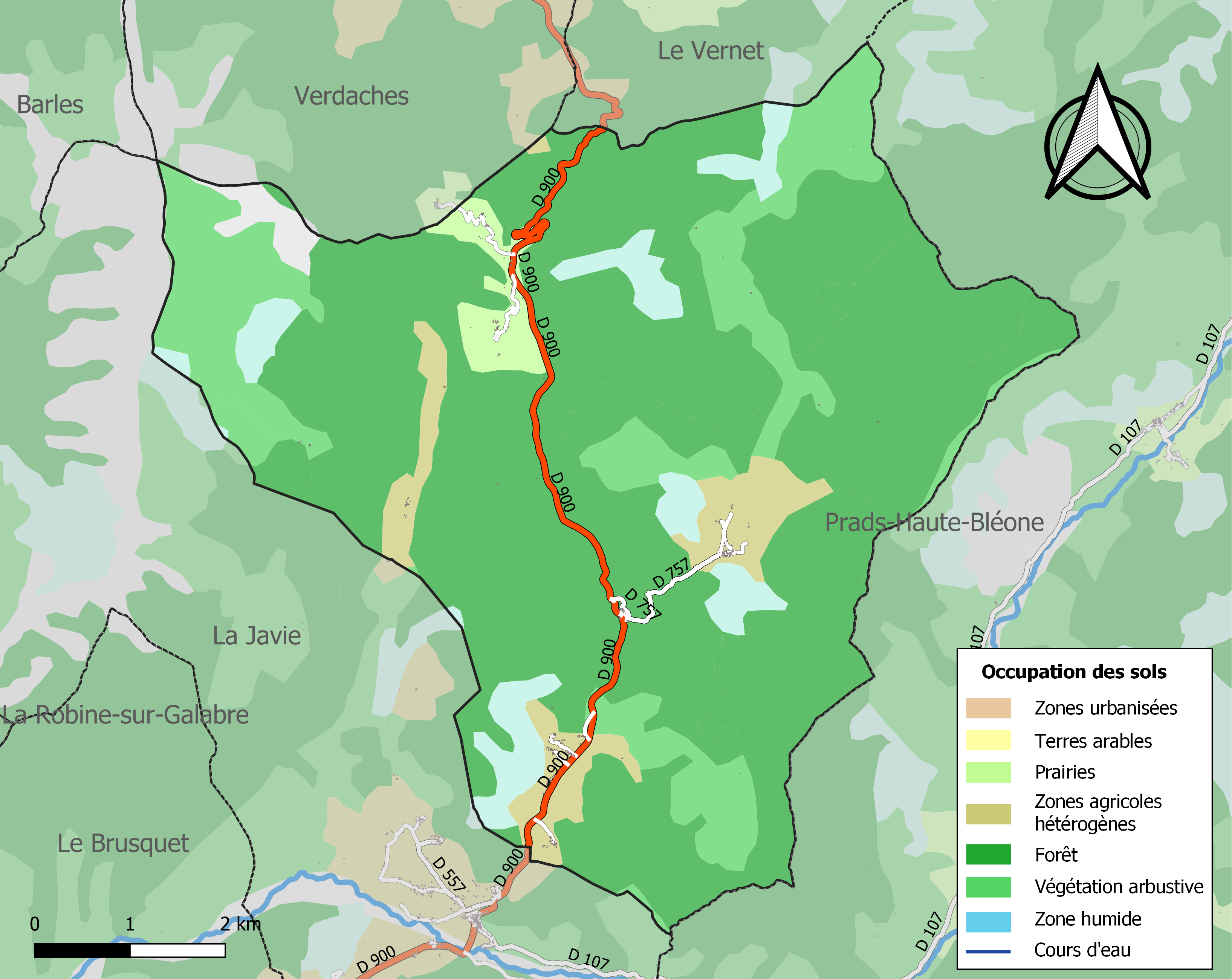
Carte de l'occupation des sols de la commune en 2018 (CLC).

## Toponymie
Le terme désignant la localité en 1147 vient du latin bellom jugum, signifiant Beau Mont,. Devenu Bèl jog, une confusion de sens s’insinue avec l’occitan bèl joc, qui signifie beau jeu en français.
Le nom du hameau du Clucheret semble venir de son statut de paroisse, qui lui aurait valu le nom de Clocher.
Le nom du sommet de Chappe (1667 m), limitrophe de Prads-Haute-Bléone, garde le souvenir de l’existence d’un relais de télégraphe optique, dit télégraphe Chappe.

## Histoire
Dans l’Antiquité, les Bodiontiques (Bodiontici) peuplaient la vallée de la Bléone, et étaient donc le peuple gaulois qui vivait dans l’actuelle commune de Beaujeu. Les Bodiontiques, qui sont vaincus par Auguste en même temps que les autres peuples présents sur le Trophée des Alpes (avant 14 av. J.-C.), sont rattachés à la province des Alpes-Maritimes lors de sa création.
D’après un inventaire des biens de l’abbaye Saint-Victor de Marseille, l’abbaye y possédait plusieurs tenures et bergeries, parmi lesquelles on peut identifier la Bouisse, Champ Premier, la Sébière, Auche. Plus tard, on identifie trois communautés distinctes, chacune disposant de son église : Beaujeu, Le Clucheret, et Saint-Pierre-des-Auches.
Saint-Pierre était à l’origine construit plus en hauteur, et le prieuré dépendait de l’abbaye des Augustins de Valence.
La localité apparaît pour la première fois dans les chartes en 1147 (Beljog), mais une motte castrale avait été construite dès le XIe siècle au lieu-dit la Tour.
La baronnie de Beaujeu s’étendait sur les communautés de Mariaud et du Clucheiret. Un péage était établi sur la route du col de Labouret à la fin du Moyen Âge.
En 1309, Guillaume de Roumoules est signalé comme seigneur de Roumoules, de Beaujeu, de Bédéjun, de Bras-d'Asse, d’Entrages, de Majastres, de Vergons et d'Estoublon. La mort de la reine Jeanne Ire ouvre une crise de succession à la tête du comté de Provence, les villes de l’Union d'Aix (1382-1387) soutenant Charles de Duras contre Louis Ier d'Anjou. Le seigneur de Beaujeu et de Mariaud, Gui de Saint-Marcial, soutient le duc d’Anjou dès le printemps 1382, ce soutien étant conditionné à la participation du duc à l’expédition de secours à la reine.
Durant la Révolution, la commune compte une société patriotique, créée après la fin de 1792.
Le coup d'État du 2 décembre 1851 commis par Louis-Napoléon Bonaparte contre la Deuxième République provoque un soulèvement armé dans les Basses-Alpes, en défense de la Constitution. Après l’échec de l’insurrection, une sévère répression s’abat sur ceux qui se sont levés pour défendre la République, dont un habitant de Beaujeu.
Comme de nombreuses communes du département, Beaujeu se dote d’écoles bien avant les lois Jules Ferry. En 1775, elle a déjà une école qui fonctionne l’hiver. En 1863, elle en possède quatre, installées au chef-lieu et dans les hameaux éloignés (Saint-Pierre, Boulard et Fontfrède), qui dispensent une instruction primaire aux garçons. Aucune instruction n’est donnée aux filles : ni la loi Falloux (1851), qui impose l’ouverture d’une école de filles aux communes de plus de 800 habitants, ni la première loi Duruy (1867), qui abaisse ce seuil à 500 habitants, ne concernent Beaujeu. Si la commune profite des subventions de la deuxième loi Duruy (1877) pour construire une école neuve et en rénover une autre, ce n’est qu’avec les lois Ferry que les filles de Beaujeu sont régulièrement scolarisées.

## Héraldique
| Blason de Beaujeu | Blason  | Échiqueté d'or et d'azur.                        |
| Blason de Beaujeu | Détails | Le statut officiel du blason reste à déterminer. |

## Politique et administration

### Liste des maires
| Période                                  | Période   | Identité             | Étiquette | Qualité                                              |
| ---------------------------------------- | --------- | -------------------- | --------- | ---------------------------------------------------- |
| mai 1945                                 |           | Daniel Fabre         |           |                                                      |
|                                          |           |                      |           |                                                      |
| mars 2001                                | mars 2008 | Jean-Pierre Broveli, |           |                                                      |
| mars 2008                                | 2020      | Brigitte Bonnet,     | PS        | Fonctionnaire Suppléante du sénateur Claude Domeizel |
| 2020                                     | En cours  | Patrick Bernardini   | DVG       | Fonctionnaire                                        |
| Les données manquantes sont à compléter. |           |                      |           |                                                      |

### Intercommunalité
Beaujeu fait partie :
- de 2003 à 2017, de la Communauté de communes de Haute Bléone ;
- depuis le 1er janvier 2017, de la communauté d'agglomération Provence-Alpes.

## Économie

### Aperçu général
En 2009, la population active s'élevait à 76 personnes, dont 9 chômeurs (14 fin 2011). Ces travailleurs sont majoritairement salariés (80 %) et travaillent majoritairement hors de la commune (74 %). L'essentiel des emplois de la commune se trouvent dans l’agriculture, qui compte 8 établissements.

### Agriculture
Fin 2010, le secteur primaire (agriculture, sylviculture, pêche) comptait 8 établissements actifs au sens de l’Insee et 1 emploi salarié.
Le nombre d’exploitations, selon l’enquête Agreste du ministère de l’Agriculture, est en augmentation dans les années 2000, passant de 6 à 8, des élevages ovins et hors-sol. De 1988 à 2000, la surface agricole utile (SAU) a plus que doublé, de 226 ha à 468, alors que le nombre d'exploitations baissait (de 9 à 6). L’accroissement de la SAU s’est poursuivi lors de la dernière décennie, atteignant le niveau de 561 ha.

### Industrie
Fin 2010, le secteur secondaire (industrie et construction) comptait un seul établissement, n’employant aucun salarié.

### Activités de service
Fin 2010, le secteur tertiaire (commerces, services) comptait deux établissements auxquels s'ajoutent les trois établissements du secteur administratif (salariant trois personnes).
D'après l’Observatoire départemental du tourisme, la fonction touristique est importante pour la commune, avec entre un et cinq touristes accueillis par habitant. En l’absence totale de structures d'hébergement, ce sont les résidences secondaires qui permettent d’accueillir des touristes (les 41 résidences secondaires représentent plus d’un tiers des logements de l commune,).

## Démographie
L'évolution du nombre d'habitants est connue à travers les recensements de la population effectués dans la commune depuis 1765. Pour les communes de moins de 10 000 habitants, une enquête de recensement portant sur toute la population est réalisée tous les cinq ans, les populations de référence des années intermédiaires étant quant à elles estimées par interpolation ou extrapolation. Pour la commune, le premier recensement exhaustif entrant dans le cadre du nouveau dispositif a été réalisé en 2005.

En 2022, la commune comptait 122 habitants, en évolution de −8,27 % par rapport à 2016 (Alpes-de-Haute-Provence : +2,84 %, France hors Mayotte : +2,11 %).
| 1765 | 1793 | 1800 | 1806 | 1821 | 1831 | 1836 | 1841 | 1846 |
| ---- | ---- | ---- | ---- | ---- | ---- | ---- | ---- | ---- |
| 220  | 372  | 265  | 334  | 418  | 450  | 408  | 444  | 440  |

| 1851 | 1856 | 1861 | 1866 | 1872 | 1876 | 1881 | 1886 | 1891 |
| ---- | ---- | ---- | ---- | ---- | ---- | ---- | ---- | ---- |
| 415  | 349  | 360  | 340  | 329  | 321  | 302  | 303  | 265  |

| 1896 | 1901 | 1906 | 1911 | 1921 | 1926 | 1931 | 1936 | 1946 |
| ---- | ---- | ---- | ---- | ---- | ---- | ---- | ---- | ---- |
| 261  | 271  | 233  | 252  | 190  | 165  | 143  | 136  | 145  |

| 1954 | 1962 | 1968 | 1975 | 1982 | 1990 | 1999 | 2005 | 2006 |
| ---- | ---- | ---- | ---- | ---- | ---- | ---- | ---- | ---- |
| 131  | 121  | 92   | 110  | 109  | 129  | 152  | 154  | 152  |

| 2010 | 2015 | 2020 | 2022 | - | - | - | - | - |
| ---- | ---- | ---- | ---- | - | - | - | - | - |
| 150  | 137  | 125  | 122  | - | - | - | - | - |

| 1315     | 1471    |
| -------- | ------- |
| 103 feux | 18 feux |

L’histoire démographique de Beaujeu, après la saignée des XIVe et XVe siècles et le long mouvement de croissance jusqu’au début du XIXe siècle, est marquée par une période d’« étale » où la population reste relativement stable à un niveau élevé. Cette période dure de 1806 à 1851. L’exode rural provoque ensuite un mouvement de recul démographique rapide et de longue durée. En 1921, la commune a perdu plus de la moitié de sa population par rapport au maximum historique de 1831. Le mouvement de baisse ne s'interrompt définitivement que dans les années 1960. Depuis, la population a repris sa croissance.

## Lieux et monuments

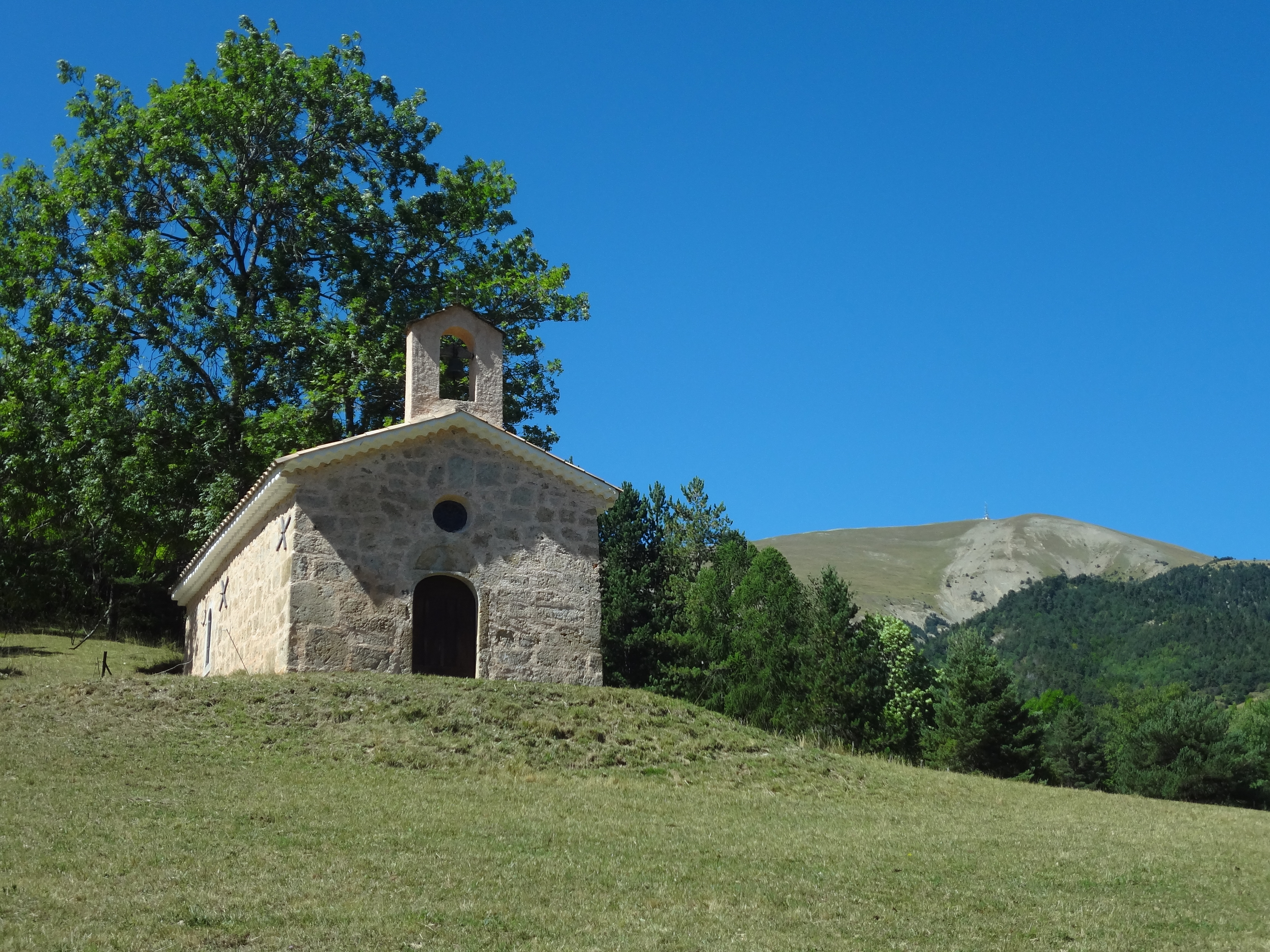
Chapelle Sainte-Anne du Labouret, sur la route du col. En arrière-plan, le Blayeul (2 189 m).

Il y avait deux relais de poste sur la route du Labouret, un au village et un au pied du col, dont l’ascension était très ardue (un dicton affirmait De passa lou Labouret libera me, domine !).
Anciennes paroisses :
- église Saint-Pierre-des-Auches, à Saint-Pierre ;
- église de la Transfiguration à Boullard (1824), qui desservait les hameaux de Boullard, Piogier, Bouse et Sausée[25] ;
- église Notre-Dame-de-l’Assomption à Beaujeu (XVIe – XIXe siècles) date de 1840 sur structures anciennes[64], qui possède une châsse en cuivre et émail champlevé du XIIIe siècle, classée au titre objet[65] et un tableau représentant saint Roch et saint Sébastien, classé[66].

Deux chapelles se trouvent sur la commune, la chapelle Sainte-Anne et la chapelle Saint-Blaise (le Clucheret) qui possède une croix d’autel et de procession en fer, datée de 1683, classée. La chapelle du Labouret possède un calice et une patène en argent, du XVIIIe, eux aussi classés.
Le cimetière, sa chapelle et ses abords sont un site classé depuis 1943.